# Dino Cassio
Dino Cassio, all'anagrafe Leonardo Cassio (Bari, 2 aprile 1934 – Roma, 9 luglio 2012), è stato un attore e cantante italiano.

## Biografia
Inizia l'attività di attore di varietà e di caratterista; si trasferisce a Roma e nel 1964 entra nel gruppo torinese de i Brutos in sostituzione di Giorgio Astore; con il gruppo intraprende l'attività discografica e continua quella di attore. A partire dal 1973 all'attività con il gruppo affiancherà quella di attore da solo, comparendo spesso in commedie all'italiana.
Notevole è la sua partecipazione al film Il pap'occhio di Renzo Arbore, in cui canta Non correre papà, parodia delle canzonette melodico-strappalacrime. Uno dei suoi ruoli più noti è quello del prete che incontra Lino Banfi nella surreale scena degli schiaffi di Vieni avanti cretino del 1982. L'anno successivo recita in "FF.SS." - Cioè: "...che mi hai portato a fare sopra a Posillipo se non mi vuoi più bene?", sempre di Renzo Arbore, in cui in coppia con Gigi Proietti, nella parte di Curtatone, interpreta Montanara (dalla celebre Battaglia di Curtatone e Montanara).
Negli ultimi anni si ammala di Alzheimer; le sue condizioni si aggravano alla fine di giugno 2012, quando entra in coma. Muore il 9 luglio 2012 all'età di 78 anni.

## Discografia

### 45 giri
- 1968 – Vengo anch'io. No, tu no/Con due occhi così (CAR Juke Box, CRJ NP 1035)
- 1970 – Gina, amore mio/Una bionda un po' scema per 4 scemi che vanno a remi (Columbia, 3C 006-17372)
- 1971 – Uffà, nun me scuccià/Le mele (Zeus, BC 4003)
- 1972 – Beaux comme nous (c'est cassé la machine)/Am stram gram (Decca Records, 84 097)
- 1975 – Lo schiaffo/Tocca a me (Gulp!, SIK 9054)
- 1978 – Il doposcuola/Il peluche (RCA Italiana, PB 6115)

## Filmografia
- I magnifici Brutos del West, regia di Marino Girolami (1964)
- Carosello di notte, regia di Elio Belletti (1964)
- Sedotti e bidonati (1964)
- Paris ist eine Reise wert, regia di Paul Martin (1966)
- Ma che musica maestro!, regia di Mariano Laurenti (1971)
- I due maghi del pallone, regia di Mariano Laurenti (1971)
- Finalmente... le mille e una notte, regia di Antonio Margheriti (1972)
- Trinità e Sartana figli di..., regia di Mario Siciliano (1972)
- Manone il ladrone, regia di Antonio Margheriti (1973)
- Paolo il freddo, regia di Ciccio Ingrassia (1974)
- Le seminariste, regia di Guido Leoni (1976)
- Per amore di Poppea, regia di Mariano Laurenti (1977)
- La via della droga, regia di Enzo G. Castellari (1977)
- La poliziotta della squadra del buon costume, regia di Michele Massimo Tarantini (1979)
- Mani di velluto, regia di Castellano e Pipolo (1979)
- Il pap'occhio, regia di Renzo Arbore (1980)
- L'insegnante al mare con tutta la classe, regia di Michele Massimo Tarantini (1980)
- Il bisbetico domato, regia di Castellano e Pipolo (1980)
- La liceale al mare con l'amica di papà, regia di Marino Girolami (1980)
- La dottoressa ci sta col colonnello, regia di Michele Massimo Tarantini (1980)
- Mia moglie è una strega, regia di Castellano e Pipolo (1980)
- La moglie in bianco... l'amante al pepe, regia di Michele Massimo Tarantini (1981)
- Asso, regia di Castellano e Pipolo (1981)
- L'onorevole con l'amante sotto il letto, regia di Mariano Laurenti (1981)
- Una vacanza del cactus, regia di Mariano Laurenti (1981)
- Pierino contro tutti, regia di Marino Girolami (1981)
- Innamorato pazzo, regia di Castellano e Pipolo (1981)
- Pierino medico della Saub, regia di Giuliano Carnimeo (1981)
- La sai l'ultima sui matti?, regia di Mariano Laurenti (1982)
- Vieni avanti cretino, regia di Luciano Salce (1982)
- Vai avanti tu che mi vien da ridere, regia di Giorgio Capitani (1982)
- Delitto sull'autostrada, regia di Bruno Corbucci (1982)
- Pierino colpisce ancora, regia di Marino Girolami (1982)
- Grand Hotel Excelsior, regia di Castellano e Pipolo (1982)
- Bonnie e Clyde all'italiana, regia di Steno (1983)
- Pappa e ciccia, regia di Neri Parenti (1983)
- Occhio, malocchio, prezzemolo e finocchio, regia di Sergio Martino (1983)
- Al bar dello sport, regia di Francesco Massaro (1983)
- Il diavolo e l'acquasanta, regia di Bruno Corbucci (1983)
- Un povero ricco, regia di Pasquale Festa Campanile (1983)
- "FF.SS." - Cioè: "...che mi hai portato a fare sopra a Posillipo se non mi vuoi più bene?", regia di Renzo Arbore (1983)
- Il ragazzo di campagna, regia di Castellano e Pipolo (1984)
- L'allenatore nel pallone, regia di Sergio Martino (1984)
- I pompieri, regia di Neri Parenti (1985)
- Scuola di ladri, regia di Neri Parenti (1986)
- Grandi magazzini, regia di Castellano e Pipolo (1986)
- Bang! I Want You, regia di Lorenzo Onorati (1988)
- Boutique, regia di Lorenzo Onorati (1989)
- La donna dell'isola, regia di Lorenzo Onorati (1989)
- L'insegnante di violoncello, regia di Lorenzo Onorati (1989)
- Svitati, regia di Ezio Greggio (1999)
- Al momento giusto, regia di Giorgio Panariello e Gaia Gorrini (2000)
- E adesso sesso, regia di Carlo Vanzina (2001)
- Il cuore altrove, regia di Pupi Avati (2003)
- L'allenatore nel pallone 2, regia di Sergio Martino (2008)
- Un'estate al mare, regia di Carlo Vanzina (2008)

### Televisione
- Le volpi della notte, regia di Bruno Corbucci – film TV (1986)
- Professione vacanze, regia di Vittorio De Sisti – miniserie TV, puntata 1 (1987)
- Anni '60, regia di Carlo Vanzina – miniserie TV, puntata 4 (1999)
- Un medico in famiglia – serie TV (2003-2004; 2007)

## Curiosità
- L'attore, nel film L'allenatore nel pallone 2 del 2008, ha interpretato il massaggiatore della Longobarda, mentre nel film originale, L'allenatore nel pallone del 1984, impersonò la parte del capostazione nella scena in cui Oronzo Canà implora Aristoteles di non prendere il treno.
- Nel film  L'onorevole con l'amante sotto il letto viene doppiato dallo stesso Lino Banfi.